# Orchidea selvaggia (film 1929)
Orchidea selvaggia (Wild Orchids) è un film del 1929 diretto da Sidney Franklin e interpretato da Greta Garbo, Lewis Stone e Nils Asther. Solo queste tre star hanno ricevuto crediti per il cast. 

## Trama

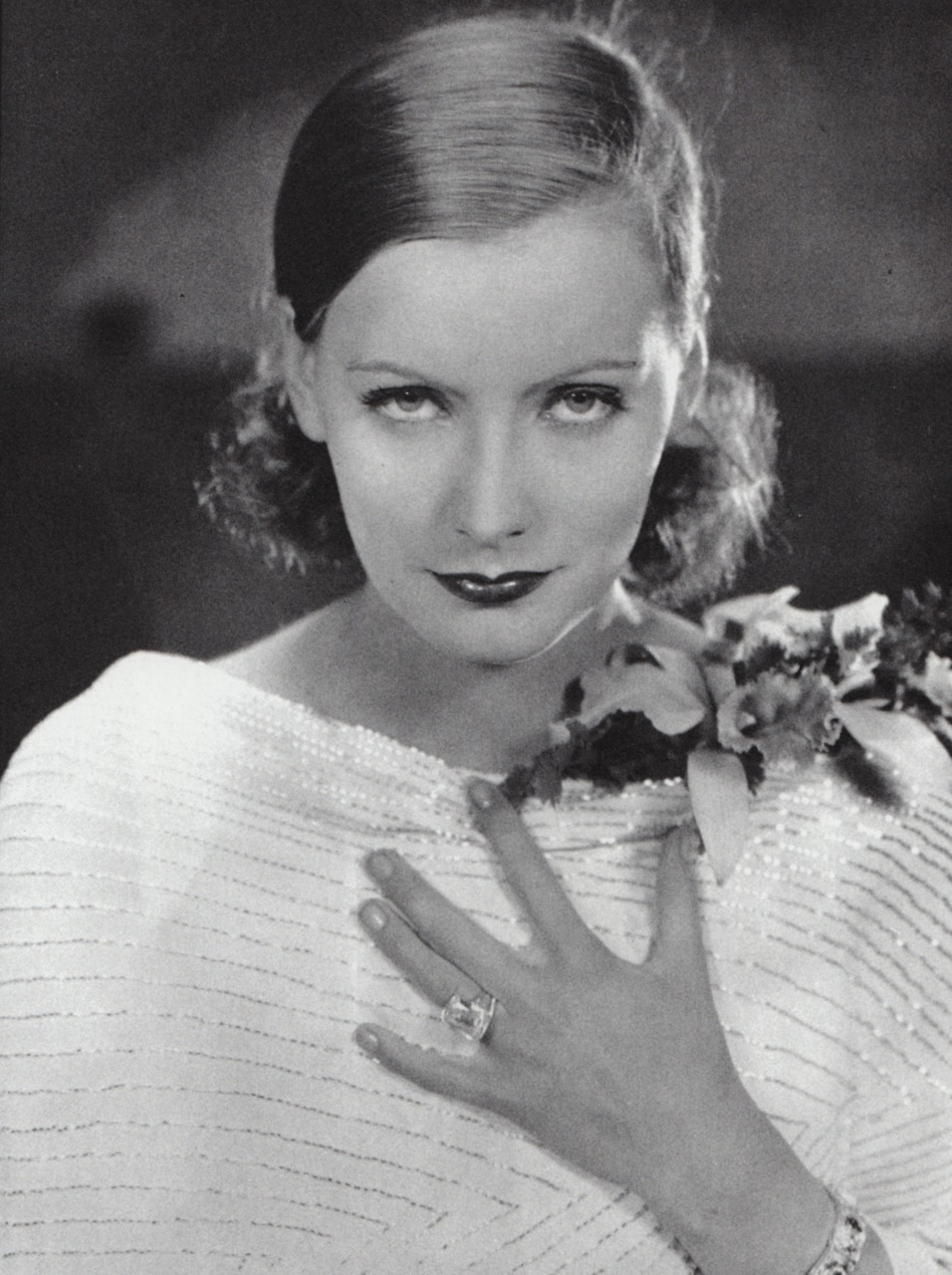
Greta Garbo in una foto pubblicitaria del film

John Sterling (Lewis Stone) porta la sua giovane moglie Lillie (Greta Garbo) a Giava dove ha intenzione di investire nelle piantagioni di tè. Al di là della differenza di anni tra i due, è negligente, il che crea reazioni di frustrazione da parte della sua giovane moglie romantica.
A bordo di una nave, Lillie assiste a una scena di crudeltà: un passeggero colpisce uno dei suoi domestici. L'uomo violento è immediatamente preso dalla bellezza di questa donna misteriosa e cercherà in tutti i modi di fare la sua conoscenza. Pertanto, contatta il marito, che attrae con la sua profonda conoscenza del mercato del tè giavanese. John presenta il suo nuovo amico, il giovane e bel principe De Gace (Nils Asther) a sua moglie, che riconosce immediatamente l'uomo violento. Molteplici situazioni offrono al principe la possibilità di avvicinarsi a Lillie, che lo respinge. Poi usa la forza per baciarla. A questo punto Lillie cerca di parlare con suo marito, ma invano.
A Giava, la coppia è ospitata dal principe, nella sua vasta tenuta. Lillie evita di stare da sola con il principe ,desidera persino unirsi a suo marito nelle sue indagini professionali. Infine, Lillie e il principe rimangono soli per alcune ore e gli sforzi di quest'ultimo si intensificano. Lui si impone di nuovo su di lei, e lei alla fine cede e ricambia il suo bacio.
John di ritorno dal suo viaggio vede un bacio appassionato in un'ombra cinese creatasi sulle tende di una finestra, e si chiede se la donna che abbraccia De Gace sia sua moglie. Il suo sospetto è confermato da una collana fuori posto trovata su un divanetto. John evita di affrontare direttamente Lillie, e propone al principe una battuta di caccia alla tigre, con il proposito di vendicarsi. La sera della caccia, consegna a quest'ultimo un fucile privo di cartucce. Aggredito dalla tigre, il principe spara a vuoto e sembra soccombere, ma all'ultimo è salvato proprio da John. Nel frattempo Lillie, presagendo la tragedia, accorre sul luogo della caccia trovando il principe ferito ma vivo. John, rassegnato, con grande fair play accetta di separarsi da Lillie, ma lei inaspettatamente rifiuta e si riunisce a lui, capendo di amare ancora il marito.

## Produzione
Il film fu prodotto dalla Metro-Goldwyn-Mayer (MGM) con un budget stimato di 322.000 dollari. Venne girato dal 22 ottobre al 23 novembre 1928 presso gli studi Metro-Goldwyn-Mayer a Culver City, California (USA). Durante la produzione, Garbo ha trascorso un giorno a girare un cameo per il film di James Cruze A Man's Man. Le fotografie di produzione furono realizzate da James Manatt e i ritratti di produzione furono scattati da Ruth Harriet Louise nell'ottobre 1928. Il copione s'intitolava originariamente Heat ("Calore"), ma la MGM si rese conto che lo slogan "Greta Garbo in Calore" non era di certo proponibile per la fare la pubblicità al film.
Durante la lavorazione, a Stoccolma moriva Mauritz Stiller. Alla Garbo fu impedito di lasciare il set per andare al suo funerale, un fatto che la Garbo non perdonò mai alla MGM.

## Distribuzione
Distribuito dalla Metro-Goldwyn-Mayer (MGM), il film uscì nelle sale cinematografiche USA il 23 febbraio 1929. Al botteghino, incassò negli USA 622.000 dollari e nel resto del mondo 543.000 dollari. Ha generato un profitto di $ 380.000.
I giornali scrivono: "Il ruolo della protagonista non era facile, visto la banalità del copione, ma la Garbo è riuscita a interpretarlo con grande finezza".